# ARA-A1
La ARA-A1 appelée aussi Quinto cinturón de Zaragoza est une autovia orbital en service entre Villafranca de Ebro et El Burgo de Ebro et en projet entre El Burgo de Ebro et La Muela. 
Elle est destinée à contourner l'aire métropolitaine de Saragosse par le sud.

En effet, elle va permettre de desservir toute la zone sud de la métropole afin de la contourner d'est en ouest la Province de Saragosse.

On pourra relier à terme Barcelone à Madrid sans passer par l'agglomération de Saragosse mais en la contournant par le sud.
Elle passe par les plus grandes communes de la Province de Saragosse comme Maria de Huerva, La Muela…
La ARA-A1 est la première autoroute autonome financé par l'Aragon par la technique du péage sombre. Elle est au norme autoroutière avec au minimum 2x2 voies séparée par un terre plein central et elle sera surnommer 5e ceinture de Saragosse.
Le tronçon en service relie ouvert à l'occasion de l'Exposition spécialisée de 2008 entre Villafranca de Ebro en se déconnectant de la N-II avant de se reconnecter à la N-232 à El Burgo de Ebro en attendant la conversion de cette dernière en autovia A-68.

## Tracé
- Elle débute à l'est de Saragosse au niveau de Villafranca de Ebro où se déconnecte de la N-II par un échangeur pour ensuite passer au-dessus de l'AP-2 et enjamber l'Ebre avant de se reconnecter à la N-232 bientôt convertit en A-68
- Elle va croiser l'A-23 (Sagonte -  Somport) à Maria de Huerva
- Elle va poursuivre vers le sud-ouest pour ensuite se connecter à l'A-2 à hauteur de La Muela en direction de Madrid.